# Ozyptila utotchkini
Ozyptila utotchkini là một loài nhện trong họ Thomisidae.
Loài này thuộc chi Ozyptila. Ozyptila utotchkini được Yuri M. Marusik miêu tả năm 1990.